# 둥팃선
둥팃선 (중국어 간체자: 东铁线, 정체자: 東鐵綫, 병음: dong1 tie3 xian4, 광둥어: 	dung1 tit3 sin3 둥팃신, 영어: East Rail Line)은 홍콩 지하철(MTR)의 광역철도 노선 중 하나이다. 홍콩의 도시 철도 중 가장 오래된 노선이다. 1910년 10월 1일에 일반 철도노선으로 개통하였고, 1983년에 도시철도화하였다. 1910년부터 1996년까지는 구광철로 영단(九廣鐵路英段, KCR British Section), 1996년부터 2007년까지는 구광동철 (九廣東鐵, KCR East Rail)이라는 이름으로 존재하였다.
둥팃선은 홍콩섬 감중에 위치한 감중역부터 훙함역과 북쪽의 성서이역을 거쳐 로우 지선과 록마자우역 지선으로 나뉜다. 두 지선 모두 선전으로 향한다. 둥팃선은 한때 가우룽-광둥 철도회사(九廣鐵路公司,KCRC)의 유일한 운영 노선이기도 하였으나, 2003년에 서철선이 개통되면서 노선이 두개가 되었다.

## 개요
둥팃선은 홍콩섬 감중의 감중역에서 시작하여 가우룽싸이 훙함, 웡곡 동부, 가우룽통, 신제통의 신도시를 지난 후, 선전시 경계의 로우와 신제 서쪽 록마자우에 이르며, 여기서 뤄후교(羅湖橋)를 통해 중국 대륙에 있는 광선 철로로 연결된다. 총연장은 46 km이다. 2022년 기준으로 총 18개의 역이 있으며, 그 중 5개의 역이 쿤통선(까우룽통역), 튄마선(훙함역, 다이와이역), 췬완선(감중역), 공도선 (감중역), 남부섬선 (감중역)과 연결되어 있다. 홍함역-감중역 구간을 제외한 나머지 철도역은 모두 지상에 지어졌으며 전 구간 전철화가 되어 있다. 현재 33편성의 차량이 있으며, 노선색은 ■하늘색이다.
이 노선은 원래 구광철로 영단 시대의 통근철도 노선에 위치했으며, 때문에 대규모 새 도시가 이 노선을 따라 건설되었고, 승객량 또한 상당량 증가하였다. 1990년대에 차츰 광역철도로 변경하고, 통근 요구를 수용하기 위해 차량을 새로 단장 및 수정되었다. 1997년 9월 1일부터 2010년 6월 13일까지 요금 동결을 하였다. 이와 함께, 차량 요금이 버스 요금보다 저렴하여 광역철도 서비스의 적자를 유발하기도 했다. 그러나, 로우역은 이전의 손해를 만회하기 위해 매우 높은 운임을 받고 있다.
신계동(동부 신도시를 따라)의 고속도로 네트워크가 완벽하지 않아, 혼잡 시간 동안, 라이온 록 터널(獅子山隧道),판링(粉嶺)과 다푸(大埔) 간의 9호 간선, 사틴 타운센터(沙田市中心)의 다이보 공로(大埔公路) 일부구간; 및 워털루로(窩打老道) 일대의 혼잡이 있을 때 둥팃선이 버스에 비해 명백한 이점을 가진다.; 버스 노선은 싱먼 터널(城門隧道), 테이티즈 케른 터널(大老山隧道)을 통해 교통 체증 경로를 피하여 둥팃선과 경쟁하고 있으며, 신계는 철도가 항상 주요 수송 수단이 되었다. 2005년까지 총 매출액은 36억 7000만 홍콩 달러였다.
화물 운송을 중단하기 전에 철도에서 제공하였던 주요 화물 서비스는 컨테이너 운송, 일반 화물 (플랫 트레일러) 및 가축 운송으로 홍콩에서 중국 본토 및 우루무치까지 제공한다. 上水屠房이 운영되기 전, 가축을 운반하는 열차(일반적으로 돼지를 주로 운반하여 「저차(豬車)」라고 불렀다.)가 역을 경유하면서 많은 냄새가 났으며, 적지 않은 사람들의 어린 시절 이야깃거리가 되었다. 훙함(紅磡) 화물 하치장에는 중국 본토의 우편을 처리할 수 있는 국제 우편 센터(國際郵件中心)가 있다. 2009년 10월 29일, 항철공사는, 국경 간 화물 수요가 급격히 감소한 것에 대해 분석한 후, 0.08%의 매우 낮은 시장 점유율의 국경 간 철도화물 운송 사업을 중단하기로 발표했다. 2010년 6월 15일, 국제 우편 센터에서 북쪽 행 우편 화물 열차를 운행한 것을 마지막으로 항철공사의 국경 간 화물 운송 서비스를 공식적으로 중단하였다.

## 역사
둥팃선은 원래 구광철로(九廣鐵路, 중국 본토에서는 광구철로(廣九鐵路)라고도 함.)의 홍콩 영내 부분에서 시작되었다. 일찍이 1864년에, 인도 철도의 초기 개발에 중요한 역할을 역임한 영국 철도 기술자 맥도널드 스티븐슨(Macdonald Stephenson)은 처음으로 홍콩과 중국 본토 사이에 철도 연결을 방안을 제안했으나, 베이징의 청나라 정부와 홍콩의 주요 기업인들의 지원을 받지 못하여, 이 제안은 미루어졌다. 1890년대에 이르러, 홍콩과 중국 본토, 특히 광저우와의 무역이 점점 활성화되고, 유럽이 중국에서 세력을 확장해 나가면서, 다시금 이 제안을 검토하게 되었다. 광서25년(1899년), 청나라 정부는 영국의 구광철로의 건설에 동의하였으나, 영국은 제2차 보어 전쟁의 여파로 중단되었다. 1905년 9월 입법 회의의 동의로 구광철로의 공사가 시작된 후, 영국은 청제 광서 33년(1907년), 구광철로의 복구 건설 계획에 들어갔다. 동년 7월, 구광철로의 홍콩 구간이 먼저 개통되었고, 광둥 구간은 1909년에 개통되었다. 중국과 영국의 양쪽 합의로, 뤄후교(羅湖橋)를 중심으로 중국 구간과 영국 구간의 두 가지로 나누기로 했다. 홍콩 내의 구간(구광철로-영단, 九廣鐵路－英段)은 영국에서 건설,관리 및 운영을 담당한다.; 광저우 및 선전 구간(구광철로-화단, 九廣鐵路－華段)은 중국에서 건설,관리 및 운영을 하고, 이 구간은 이후 1949년에 광선 철로(廣深鐵路)로 개칭된다.
홍콩 내의 구간인 “영단(英段)”은 1910년 10월 1일에 정식 영업을 시작했고, 구광철로국(九廣鐵路局, 이하 KCRC)에 의해 관리하게 되었다. 이와 함께 6개의 역이 개통되었으며, 각각 가우룽중역(짐사저이역), 야우마티역(油麻地站), 사틴역, 다이보우역(大埔站), 다이보우허이케이역(大埔墟旗站)(다이보우허이(大埔墟) 역)및 판링역이었다. 개통 당시에는 단선 철도였으며, 또한 가우룽중역(짐사저이역)외 모든 역은 2개 승강장을 구축하였다. 영단은 다섯 개의 터널이 존재하였으며, 각각 야우마티역 이북, 비컨힐(筆架山), 마리우서이(馬料水) 이남, 마리우서이 이북, 다이보우가우였다. 1911년 10월 8일, 중국 본토 구간인 화단(華段)이 개통함으로서, 화단과 영단의 두 구간 철도, 광구철로의 전 구간이 개통하였고, 홍콩과 광저우 간을 연결하는, 광구직통차(廣九直通車)의 영업을 시작했다.
그리고 KCRC에서 점차 더 많은 역을 구축하기 시작했으며, 1930년 5월 16일에 上水站이 개업했고, 1956년 9월 24일에 마리우서이역(馬料水站, 1966년 12월 11일 이후 「중문대학역(大學站)」으로 개명) 등이 개업했다. 원래 마리우서이 역은 협궤 건설의 일부로 지어졌으나, 개통시 표준궤 기반으로 대체되었다. 원래 협궤 노선은 판링(粉嶺)에서 사타우곡(沙頭角)까지 지선을 통해 운송하였으나, 이후 지선의 수송량이 크게 감소하여, 1928년 4월 1일에 중단되었다.
초기 구광철로에서는 증기기관차로 운송되었으나, 1962년에 디젤 기관차로 완전히 대체되었다.
1970년대에 정부는, 철도를 따라 건설되는 신도시에 맞추어, 구광철로를 재건설하기로 한다. 가우룽중역(九龍總站)(짐사저이역(尖沙咀站)의 전신)의 영역이 너무 작고, 확장을 위한 공간도 부족하기 때문에, 1975년에 짐사저이에서 훙함로 이전하였다. 그리고 이전 역 건물은 역사적 유물인 종루을 제외하고 모두 철거되었다.
1976년, 구광철로국은 자문회사에 의뢰하여, 철도의 개선 및 확장의 가능성을 연구했다. 1978년 1월 구광철로의 전구간 현대화 및 전철화 계획이 정부에 의해 승인되었으며, 전 구간 복선화 및 가공 전차선 설비를 포함하여, 가우룽과 사틴 사이에 기존의 비컨힐 터널(筆架山隧道)을 대체하는 새로운 터널을 건설할 계획을 가졌다. 중문대학역 과 다이보우허이 역 사이의 다이보우허이 터널(大埔滘隧道)이 추가되었고, 다른 터널은 복선 철도를 수용하기 위해 철거되었다. 또한 가우룽통역을 구축하는 동안, 지하철과의 환승이 가능하도록 연결하였다. 모든 역은 현대화 및 전철화의 조건에 맞도록 재구축 또는 일부 이전에 들어갔다. 전 구간의 모든 개선 계획은 1982년에서 1983년간 걸쳐 완료되는 동안, 새로운 영국제 전동차를 들여와 기존의 디젤 기관차를 대체하였다.
1980년대, 정부는 신제 서북쪽을 운행하는 철도[西北鐵路](훗날 경량 철도)를 건설할 계획을 세워서, KCRC에 건설 권한을 넘겼다. 따라서, KCRC 내에서 구광철로 영단은 「중철(重鐵)」로 불리게 된다.
1993년, KCRC에서 모든 역의 폴사인을 교체하고(이것은 2008년까지 지속되었다.) 같은 해 안내 방송을 도입했다.
1996년, KCRC는 구광철로와 곧 완공되는 서부간선의 두 개 노선을 명확히 나누기 위해, 구광철로-영단은 구광동철(九廣東鐵, KCR East Rail)로 바뀌었고, 새로 개통되는 서부간선은 구광서철(九廣西鐵 또는 KCR West Rail, 현 서철선)로 불리게 된다. 동철에서는 평상시의 통근 열차 외에 홍콩과 광저우, 상하이, 베이징 등 중국 대륙 주요 도시간을 연결하는 직통차 운행 노선도 있다. 경계간 화물 열차 운행도 소수 운행된다. 때문에 역사적인 이유로, 많은 사람들이 둥팃을 기존에 부르던 「기차(火車)」로 불리고, 양 철도 회사 합병 전 대부분 주룽 버스의 목적지에도 「사틴역(沙田火車站)」과 같이 「기차역(火車站)」으로 표기했다. 합병 이후에도 그대로 현재까지 대부분 버스 목적지에 「기차역(火車站)」으로 표기하고 있다.
2000년대에, 둥팃선의 여러 가지 확장 구간이 생겼다. 둥팃선과 쿤통선의 유일한 환승역인 까우룽통역의 혼잡을 완화하기 위해, 2004년 10월 24일에 둥팃선 짐사저이 지선(尖沙咀支線)을 개통하여, 29년만에 둥팃선의 종착지가 침사추이로 돌아갔다. 짐둥역은 침사추이역과 보도육교를 통해 환승할 수 있도록 만들어졌다. 같은 해 12월 21일, 마온산 철로(馬鞍山鐵路 또는 Ma On Shan Rail, 현재의 마온산선)가 개통되었다. 2007년 8월 15일, 성서이역과 록마자우역 간의 록마자우 지선(落馬洲支線)이 개통되었으며, 록마자우 지선과 연결되는 선전 푸톈 검문소를 세워 기존 로우역 검문소의 혼잡을 완화했다. 동시에 지선에 새로 개업할 구둥역 건설 부지도 마련되었다.
2007년 12월 2일, 구광동철은 다른 KCR 서비스와 함께 공식적으로 홍콩철로 유한공사 산하의 지하철 체계로 합쳐졌다. 같은 날 구광동철은 공식적으로 둥팃선(東鐵綫)으로 바뀌었다. 2009년 8월 16일 가우룽 남선(九龍南綫)이 개통하고 침사추이 지선과 함께 서철선에 편입되면서, 홍함역이 다시 종착지로 돌아갔다. 그래서 둥팃선에서 짐둥 역으로 이동하려면, 홍함역에서 튄마선으로 갈아타야 한다.
2022년 5월 15일 홍함역-감중역구간이 새로 개통하면서 홍콩섬까지 편하게 이동할 수 있게 되었다.

## 노선 정보
- 역 수 : 14
- 궤간 : 1,435 mm
- 복선화 구간 : 전 구간

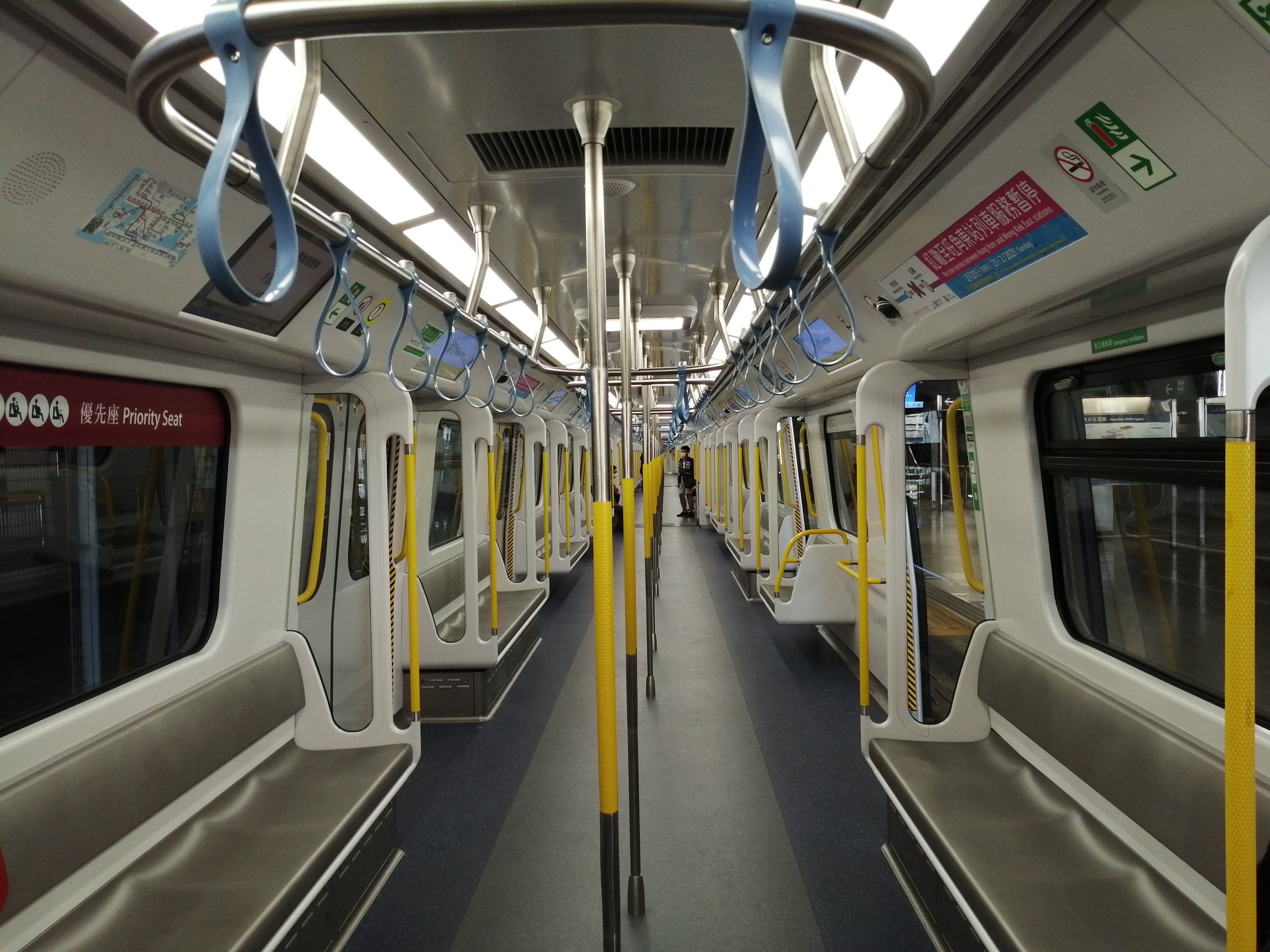
R-Train 전동차 내부

- 전철화 구간 : 전 구간 (교류 25,000 V)
- 열차 속도：최고 120km/h
- 주요 역：감중역, 훙함역, 까우룽통역, 다이와이역, 샤틴역, 성서이역, 로우역

## 철도 차량
현재 둥팃선에는 MTR R-Stock 통근형 열차가 운행되고 있다. 
2003년에 당시 운행중이었던 29대의 메트로 캠멜(Mamm Cammell) 전동차에서, 일본의 긴키 차량에서 제조한 8대의 SP1900 EMU 열차를 들여왔었다. 두 모델 모두 1등석을 포함한 열차 당 12대의 객차로 구성되어 있었으며, 동일한 외장 색상 구성, 도어 배치(1등석을 제외한 차당 5쌍)을 공유했었다. 2개의 모델 사이의 인테리어 디자인은 달랐었다. 그리고 메트로 캠멜 객차의 끝 근처의 횡단 좌석은 긴키 차량 모델의 길이 방향 좌석으로 대체되어 구획 사이의 통로를 넓혔었다. 둥팃선 메트로 캠멜 열차는 샤틴 구의 호퉁라우 차량기지에 배속되어 있었다. 
SP1900 EMU 열차는 튄마선 (당시 서철선) 8량 열차 구성을 위해 MTR 팟헤웅 차량기지에 보내졌으며, 2021년 2월에 모두 이적되면서 둥팃선에서 철수되었다. SP1900 열차는 둥팃선에서 더 이상 운행하지 않는다.
2012년 12월 MTR은 2018년부터 2020년까지 모든 캠멜 열차를 단계적으로 폐차하기로 결정했다. MTR은 대한민국의 현대로템이 제조한 MTR R-Stock 열차 9량 37대를 주문했다.
새로운 열차는 둥충 선에서 운영중인 K-Stock에 비해 약간의 수정을 거친 것이다.
1차 도입분은 2015년 9월 14일에 홍콩에 입고되었으며, 2021년 2월 6일 첫 본선운행을 시작했다.
2021년부터 조금씩 본선에서 이탈한 켐멜 열차는 2022년 5월 6일 최종적으로 퇴역하였다.

## 1등석

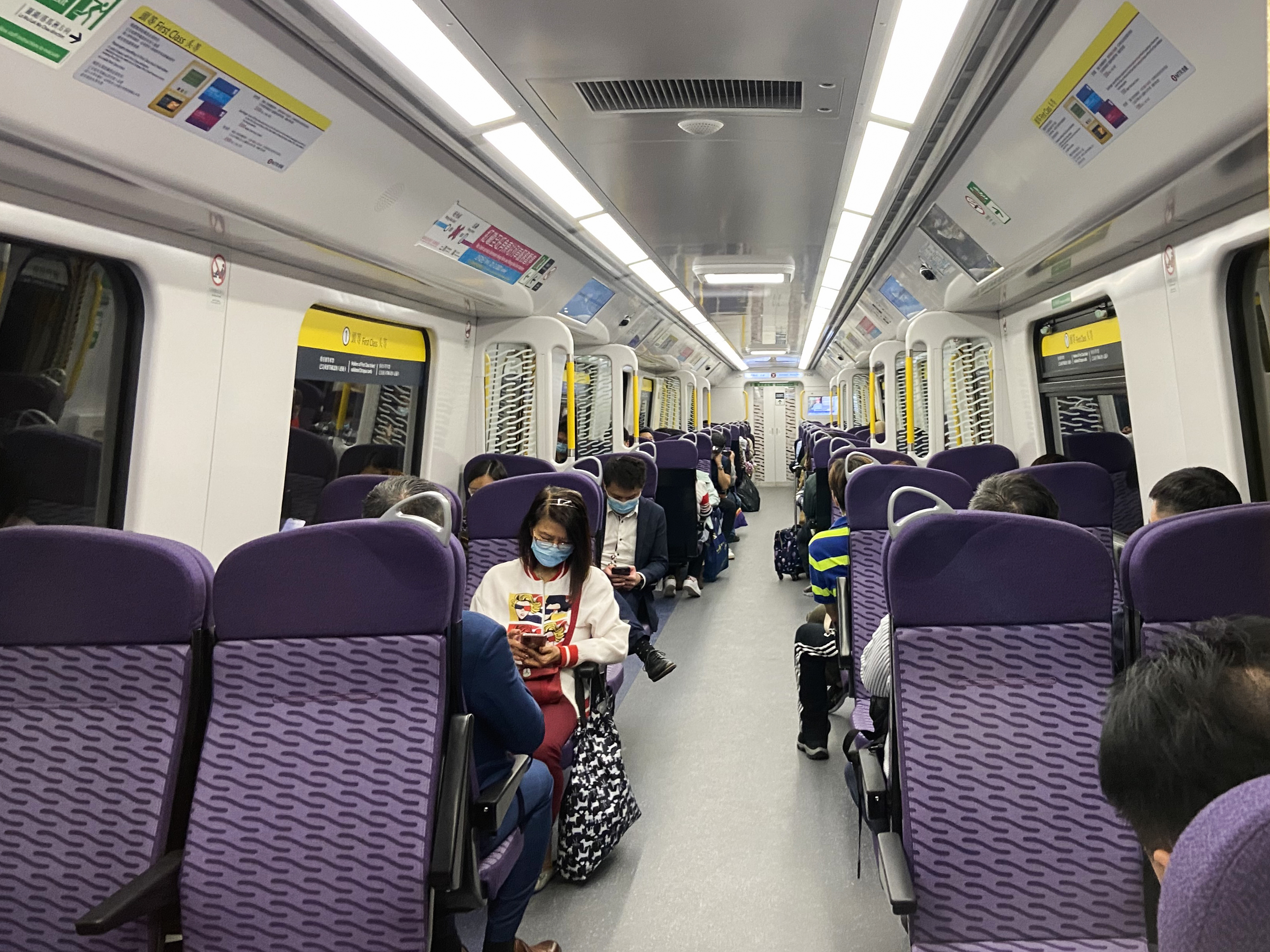
둥팃선 R-Train 차량의 1등석 부분

둥팃선은 홍콩의 철도 환경 중 유일하게 1등급 통근 서비스를 제공하고 있다. 각 열차의 9량 중 1량이 1등석으로 구성되어 있다. 이 구획은 보다 부드럽고 넓은 좌석 배치를 가진다. 일반적으로는 좌석에 앉아 갈 수 있으나 출퇴근 시간 때에는 입석이 나타나기도 한다.
이 1등석은 일반 열차 운임의 두 배 비용이며 승객은 일등석 승차권(둥팃선의 자동 판매기 또는 다른 역의 티켓 카운터)을 구입하거나, 두 번째로 옥토퍼스 카드를 확인해야 하며, 1등급 차량에 들어가기 전에 클래스 리더기(역 승강장과 1등석 칸막이 통로의 옆에 위치)에 있어야 한다. 티켓 검사관은 열차에 대해 무작위 검사를 실시하며, 유효한 1등석 티켓이나 적합한 옥토퍼스 카드가 아닐 경우 500 홍콩 달러의 할증료가 부과된다.

## 역 목록

### 운행개통
|  |  |  | 감중        | 金鐘   | Admiralty         | 중사이구              | ■홍콩 지하철 췬완선 ■홍콩 지하철 공도선 ■홍콩 지하철 남공도선 |
|  |  |  | 전시장      | 會展   | Exhibition Center | 완자이구              |                                                               |
|  |  |  | 훙함역      | 紅磡   | Hung Hom          | 야우짐웡구            | ■홍콩 지하철 튄마선 ■Intercity Through Train                  |
|  |  |  | 몽콕이스트  | 旺角東 | Mong Kok East     | 야우짐웡구            |                                                               |
|  |  |  | 가우룽통    | 九龍塘 | Kowloon Tong      | 가우룽싱구 삼서이보구 | ■홍콩 지하철 쿤통선                                           |
|  |  |  | 다이와이    | 大圍   | Tai Wai           | 사틴구                | ■홍콩 지하철 튄마선                                           |
|  |  |  | 사틴        | 沙田   | Sha Tin           | 사틴구                |                                                               |
|  |  |  | 포탄        | 火炭   | Fo Tan            | 사틴구                |                                                               |
|  |  |  | 경마장[RAC] | 馬場   | Racecourse        | 사틴구                |                                                               |
|  |  |  | 대학        | 大學   | University        | 사틴구                |                                                               |
|  |  |  | 다이보시장  | 大埔墟 | Tai Po Market     | 다이보구              |                                                               |
|  |  |  | 다이워      | 太和   | Tai Wo            | 다이보구              |                                                               |
|  |  |  | 판링        | 粉嶺   | Fanling           | 박구                  |                                                               |
|  |  |  | 셩수이      | 上水   | Sheung Shui       | 박구                  |                                                               |
|  |  |  | 로우        | 羅湖   | Lo Wu             | 박구                  | ■선전 지하철 1호선 뤄후역                                     |
|  |  |  | 구퉁        | 古洞   | Kwu Tung          | 박구                  | 북환선[NOL]                                                   |
|  |  |  | 록마자우역  | 落馬洲 | Lok Ma Chau       | 윈롱구                | ■선전 지하철 4호선 푸톈커우안역, 북환선[NOL]                  |

### 참고
NOL 북환선 계획에서 금상로역, 록마자우역, 구둥역과 연결된다. 노선 개통은 아직 일정이 없다.
LOW LMC 로우역, 록마자우역은 경계 통제 구역에 위치한 역으로, 들어가기전 유효한 비자가 있어야 한다.
RAC 경마장역은 경마장이 여는 날에 샤틴역 대신 경유한다.
MOK 웡곡둥역은 웡곡역／췬완선／군통선과 과 직접적으로 연결되어 있지 않으나, 보도육교를 통해 도보로 10~15분에 갈 수 있다.
대학역-타이포시장역, 타이워역-판링역, 셩수이역-록마자우역 구간은 중간 역이 없는 장거리 구간이다. 이 구간의 인근에는 각각 홍콩과학원, 다이보가우, 훙룩위엔, 가우룽항, 구둥이 있다. 그러나 일부 구간에 한해 중간 역을 계획하고 있다.

## 운행 시간

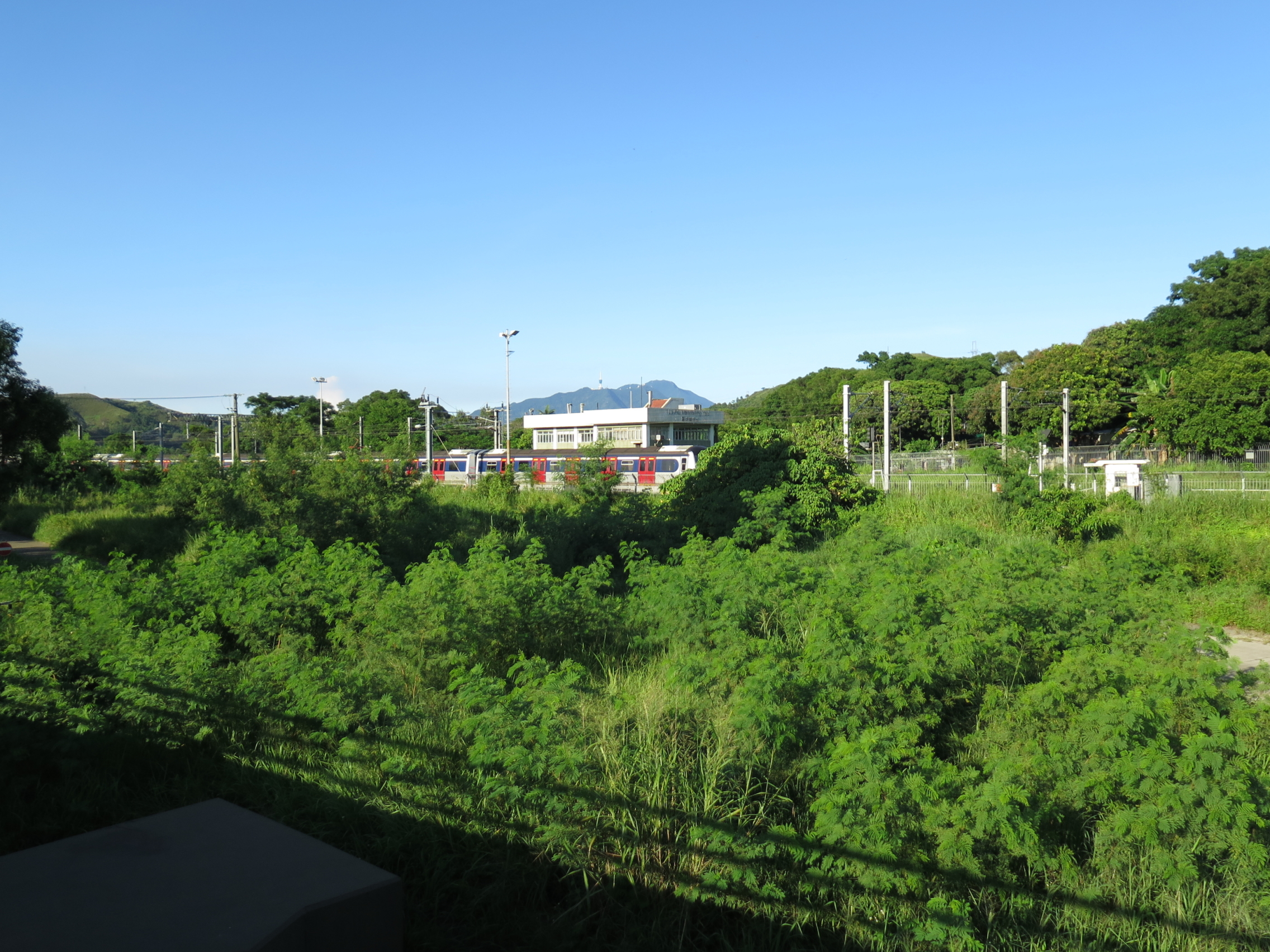
홍콩 지하철 로우조차장

열차는 약 4분 간격으로 월요일부터 금요일까지 05:00~01:00 사이에 운행한다. 그러나 로우 및 록마자우역은 익일 00:30이나 23:00에 닫는데, 이는 국경 검문소가 닫힌 후 열차가 셩수이에서 정차하기 때문이다. 출퇴근 시간대에는 열차가 2-3분 간격으로 운행되는 빈도가 높다.

### 특수 운행 열차
일부 열차는 일반적인 경로로 운행하지 않을 수 있다. 예를 들어, 열차는 경마장을 경유하고 중간 역에서 운행을 중지하거나 호퉁라우 차량기지에 주박할 수 있다. 이러한 특수 운행은 보통 보통 평일과 토요일 오전 출근 시간에 진행된다.
특수 운행 열차의 예:
- 북행 열차는 아침 출근 시간에 포탄역, 타이포시장역에서 종착될 수 있다.
- 북행 열차는 호퉁라우 차량기지에 주박하기 위해 샤틴역에서 종착될 수 있다.
- 국경 검문소가 폐쇄되는 시간에는 로우/록마자우역이 운영되지 않으며, 북행 열차는 셩수이역에서 종착한다.
- 경마장이 여는 날에는 경마장역에 정차하는 열차가 운행되며, 주요 경로는 아래와 같다.
  - 감중↔로우 (경마장 통과) / 감중↔타이포시장 (경마장 통과) / 감중↔경마장 / 감중↔셩수이 (경마장 통과)
- 남행 열차는 몽콕이스트역에서 종착될 수 있다.

## 사진첩

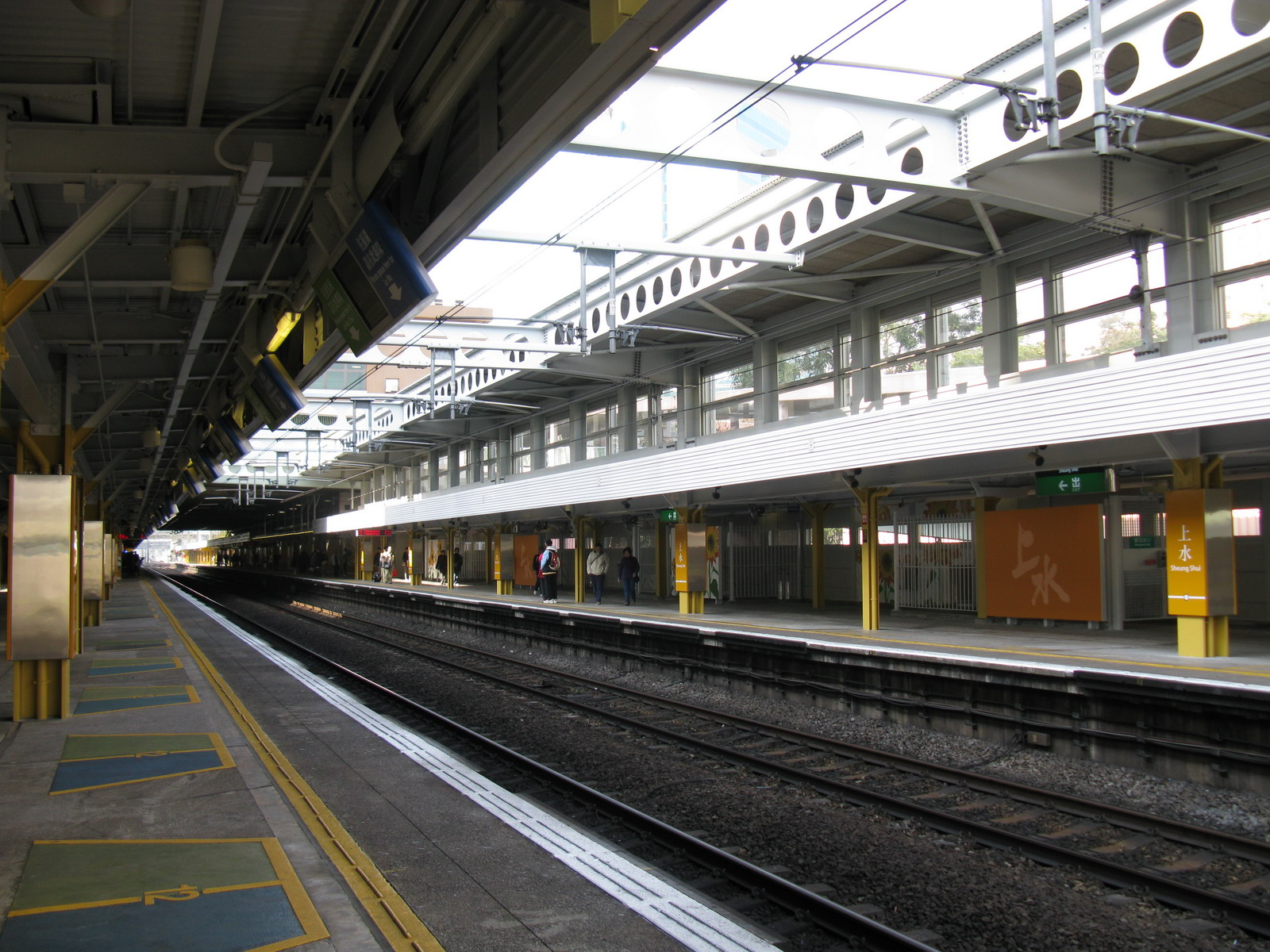
성서이역 승강장
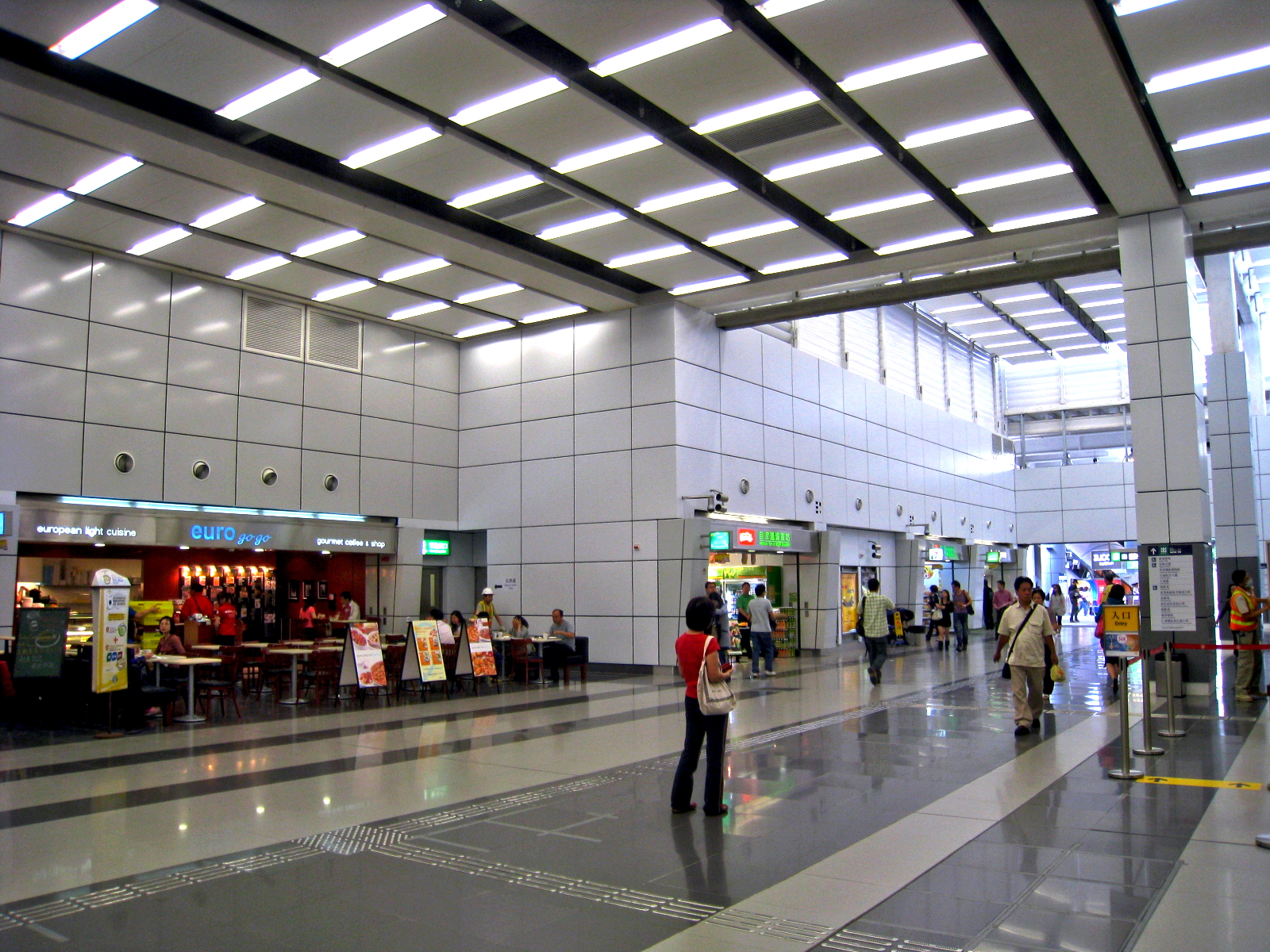
타이포시장역 대합실
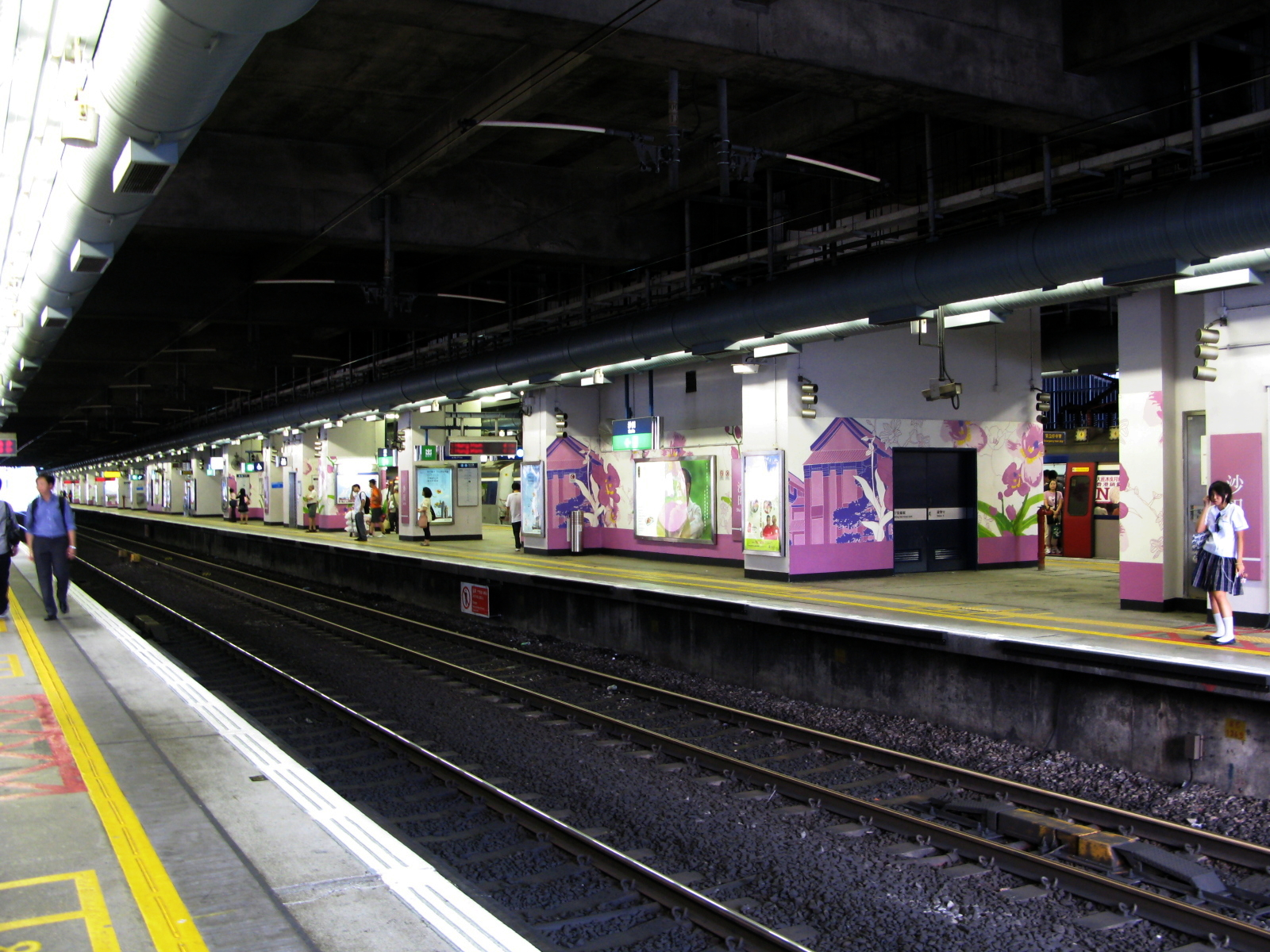
사틴역 승강장
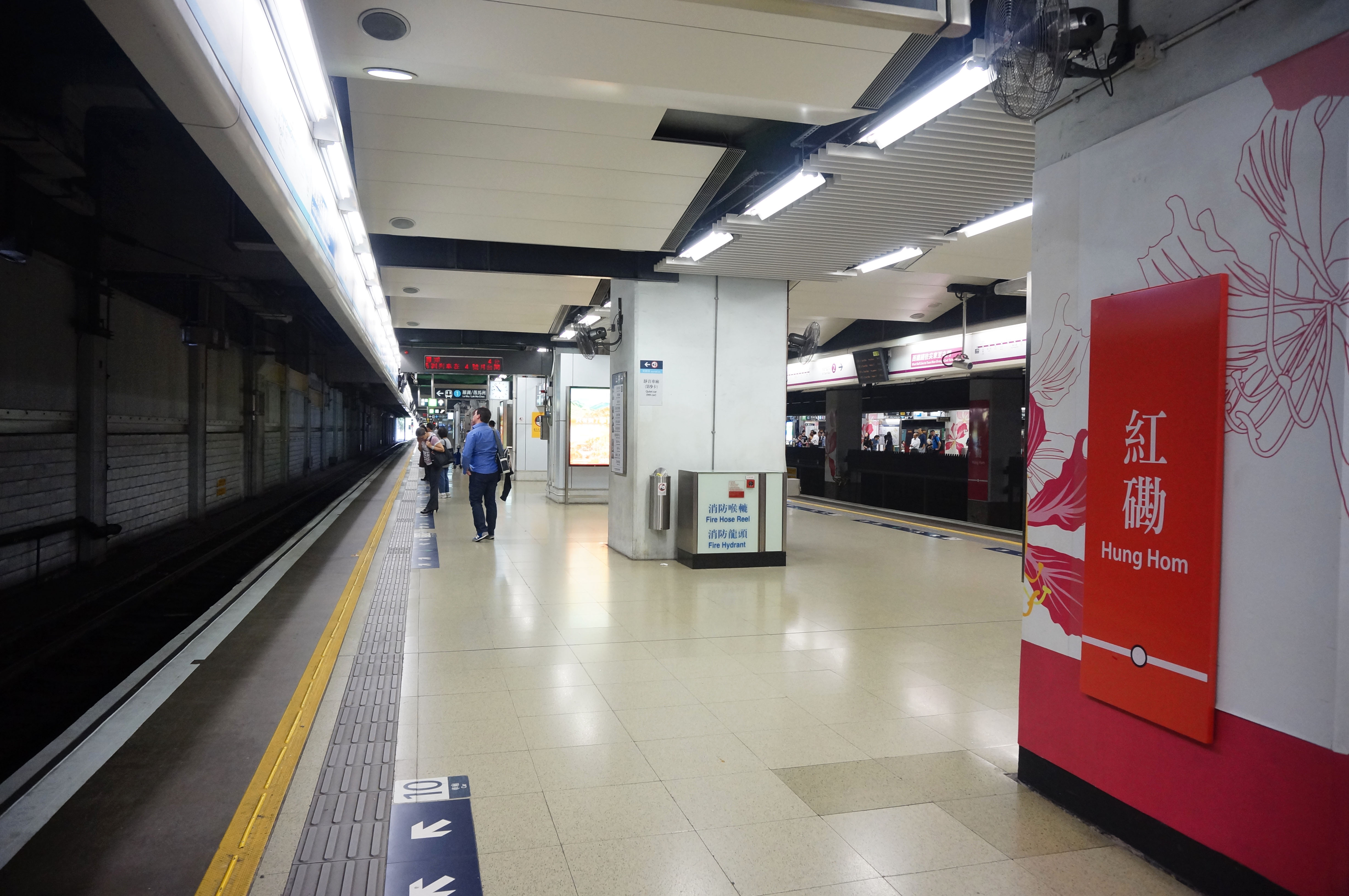
튄마선과의 환승역인 훙함역의 (구) 지상 승강장

## 같이 보기
- 홍콩 지하철